# Искусственный отбор

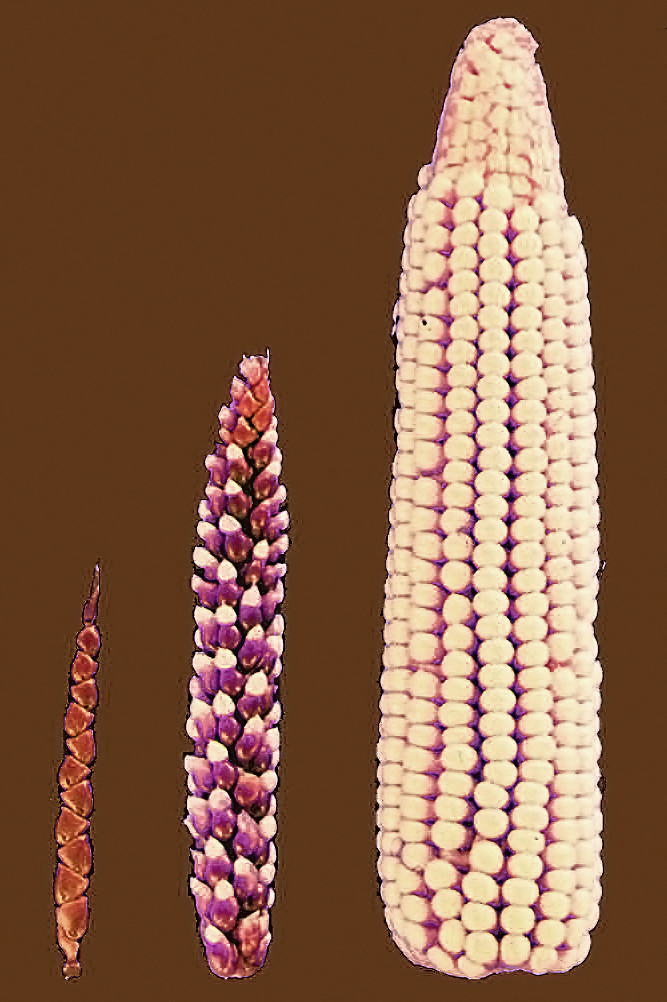
Ряд последовательных стадий выведения культурной кукурузы из дикорастущих предков

Иску́сственный отбо́р — выбор человеком наиболее ценных в хозяйственном или декоративном отношении особей животных и растений для получения от них потомства с желаемыми свойствами.
Результатом искусственного отбора является многообразие сортов растений и пород домашних животных.

## Формы
- Бессознательный (наро́дная селе́кция) — при этой форме отбора сохраняются лучшие экземпляры без постановки определённой цели.
- Методический — человек целенаправленно подходит к созданию новой породы или сорта, ставя перед собой определённые задачи. Методический отбор — творческий процесс, дающий более быстрые результаты, чем бессознательный. В основе такого способа разведения лежит изменчивость признаков, их наследуемость и отбор.
- Методический в свою очередь делится на Однократный и Многократный. В свою очередь однократным является отбор в одном поколении. Многократным является отбор в течение ряда поколений по одним и тем же признакам, пока не будет достигнуто значительное улучшение требуемого признака[1].

## В селекции
Искусственный отбор — один из основных методов селекции, который может использоваться как самостоятельно, так и в комбинации с другими методами.
Например, гибридизация близкородственных организмов даёт широкий спектр изменчивости, который служит плодотворным материалом для искусственного отбора.
Искусственный отбор был основным фактором появления домашних животных и культурных растений.
В понятие искусственный отбор входит избирательный отбор животных или растений селекционером, у которых под влиянием внешней среды и изменением привычек возникли приспособления полезные не для самого животного или растения, а для человека. Ч. Дарвин объяснял возникновение таких приспособлений тем, что человек во власти накоплять изменения, которые доставляет ему природа, путём подбора малозаметных отклонений. Следовательно, одним из важнейших факторов искусственного отбора является изменчивость. Без изменчивости невозможно существование ни естественного, ни искусственного отбора. И поскольку изменения у животных или растений возникают случайно, то вероятность их возникновения тем больше, чем больше имеется особей.
Вторым важным фактором искусственного отбора является наследственность. Дарвин открыл в природе закон длящейся в поколениях изменчивости. Согласно этому закону изменения, происходящие в органах животных или в растениях, при сохранении условий, их вызвавших, сохраняются и усиливаются в последующих поколениях. Таким образом, наследственность не только сохраняет изменения, но и закрепляет их в последующих поколениях.
Действие искусственного отбора сводится не только к наследованию изменений, главным фактором здесь является человек, который и обеспечивает отбор.